# Aphis brevitarsis
Aphis brevitarsis är en insektsart. Aphis brevitarsis ingår i släktet Aphis och familjen långrörsbladlöss. Inga underarter finns listade i Catalogue of Life.